# Референдум щодо членства Молдови в Європейському союзі 2024 року
Конституційний республіканський референдум 2024 року — загальнонаціональний референдум щодо закріплення у Конституції Молдови формулювання про незворотність європейського курсу Молдови, аби запобігти можливим спробам майбутніх урядів (Молдова парламентська республіка з церемоніальним президентом) змінити вектор політики на протилежний. За підсумками всенародного голосування, яке відбулося 20 жовтня 2024 року, виборці з мінімальною перевагою 10 564 голоси підтримали зміни до конституції. Але цей результат забезпечила здебільшого молдовська діаспора. Натомість мешканці Молдови виступили проти зближення країни з ЄС, а варіант «проти» лідирував майже увесь час підрахунку голосів. Що пояснюється тим, що виборці тісно пов'язували євроінтеграцію з чинною президенткою, через що рух країни до ЄС перебрав на себе і її високий антирейтинг, переважно серед жителів Молдови, на яких безпосередньо вплинула її політика.
Голосування почалося о 7:00 (UTC+3) і завершилося о 21:00 на 2219 виборчих дільницях, з них 1988 відкритих у Молдові, ще 231 для виборців діаспори в 37 країнах, включаючи 3 в Канаді, Швеції та США для голосування поштою: найбільше їх в Італії — 60, Німеччина — 26, Франція — 20, у Сполученому Королівстві та США по 17, Румунія — 16, Іспанія — 11, Ірландія — 10, Канада — 7, Португалія — 6, Бельгія — 4; по 2 — Австрія, Греція, Данія, Ізраїль, Нідерланди, Росія, Туреччина, Україна, Чехія, Швейцарія та Швеція; по одній — Азербайджан, Білорусь, Болгарія, Естонія, Індія, Катар, Кіпр, КНР, Латвія, Литва, Норвегія, ОАЕ, Польща, Угорщина та Японія. Явка виборців становила 50,72 % або 1 532 264 виборців, які отримали бюлетені  для участі у референдумі, при кворумі у 33,33 %; включаючи 50,69% виборців або 1 531 392 громадян, які взяли участь у голосуванні. Участь у референдумі прийняли у Молдові 84,18 % виборців або 1 253 371 громадян, за кордоном 15,82 % виборців або 235 503 громадян.
Референдум відбувся одночасно з президентськими виборами, де за проєвропейських кандидатів віддали свої голоси 44,57 % виборців або 689 119 громадян (Мая Санду, Октавіан Цику, Андрей Нестасе та Тудор Уляновський). Чинна президентка Майя Санду відповідно агітувала за підтримку референдуму.

## Передумови
У березні 2022 року, після повномасштабного вторгнення РФ до України, Молдова подала заявку на членство в ЄС. У червні Європейська рада надала Молдові статус країни-кандидата. У грудні 2023 року Європейська рада оголосила про рішення розпочати переговори про вступ із Молдовою. Санду запропонувала парламенту організувати в Молдові референдум про вступ до Євросоюзу. Молдова встановила цільову дату вступу до 2030 року.
У 2023 році президент Санду оголосила про намір переобратися на посаду президента і про запуск онлайн-платформи для просування референдуму і переваг членства в ЄС. Спостерігачі відзначили, що Санду планує зосередити зусилля на інтеграції в ЄС, сфері, де вона та її партія PAS досягли успіху.
21 березня 2024 року парламент схвалив резолюцію про продовження зусиль щодо приєднання до ЄС. У декларації стверджувалося: «Тільки приєднання до Європи може забезпечити майбутнє країни як суверенної, нейтральної та цілком демократичної держави». На голосуванні всі опозиційні партії покинули парламент. 16 травня парламент схвалив проведення референдуму у зв'язку з президентськими виборами 20 жовтня.

### Гагаузія
2 лютого 2014 року Автономне утворення Гагаузія провела два референдуми щодо євроінтеграції. В одному 98,4 % проголосували за приєднання до Митного союзу, в другому 97,2 % виступили проти подальшої інтеграції з ЄС. 98,9 % підтримали пропозицію, що Гагаузія може проголосити незалежність, якщо Молдова об'єднається з Румунією. У Гагаузії існує занепокоєння, що інтеграція Молдови в ЄС може призвести до такого об'єднання з членом ЄС Румунією, яка є непопулярною в автономному регіоні.

## Кампанія
На зустрічі в Москві 21 квітня 2024 року п'ять проросійських партій, а саме партія Șor, партія «Відродження», «Шанс», «Перемога» та «Альтернативна сила порятунку Молдови», оголосили про створення альянсу під назвою «Victorie» («Перемога») для протидії членству в ЄС та посилення відносин із Росією. Лідер Гагаузії Євгенія Гуцул також висловила підтримку руху, який обертається навколо лідера партії Șor Ілана Шора. Міністр інфраструктури Молдови Андрій Спину назвав членів коаліції зрадниками і припустив, що вона була сформована «прямо біля Кремля».
Хоча опитування громадської думки прогнозували перемогу кампанії «за», результат виявився гіршим, ніж очікувалося. Аналітики стверджують, що бюлетені від переважно проєвропейської діаспори були підраховані із запізненням, що дало поштовх кампанії «так» в останню хвилину.

### Соціологічні опитування
| Період проведення           | Аналітичний центр     | Респонденти | За    | Проти | Утрималися |
| --------------------------- | --------------------- | ----------- | ----- | ----- | ---------- |
| 19 вересня — 10 жовтня 2024 | iData–IPP             | 1100        | 47.9% | 23%   | 29.1 %     |
| 11–16 жовтня 2024           | CBS Research–WatchDog | 1034        | 55.1% | 34.5% | 10.3 %     |
| 13–15 жовтня 2024           | Intellect Group       | 985         | 44%   | 31%   | 25 %       |

## Результати голосування
| Адміністративна одиниця | Кількість дільниць | Кількість виборців | Отримано бюлетеней | Явка виборців | Так    | Так       | Ні     | Ні        |
| Адміністративна одиниця | Кількість дільниць | Кількість виборців | Отримано бюлетеней | Явка виборців | Осіб   | Відсотків | Осіб   | Відсотків |
| ----------------------- | ------------------ | ------------------ | ------------------ | ------------- | ------ | --------- | ------ | --------- |
| Місто Кишинів           | 307                | 666107             | 355041             | 53,30         | 195277 | 56,00     | 153430 | 44,00     |
| Місто Бєльці            | 60                 | 100000             | 50236              | 50,24         | 14430  | 29,42     | 34616  | 70,58     |
| Аненій-Нойський район   | 42                 | 68095              | 30385              | 44,62         | 14336  | 48,85     | 15011  | 51,15     |
| Бессарабський район     | 15                 | 23420              | 8703               | 37,16         | 3075   | 36,67     | 5311   | 63,33     |
| Бричанський район       | 40                 | 58664              | 23704              | 40,41         | 6518   | 28,63     | 16250  | 71,37     |
| Гинчештський район      | 69                 | 96363              | 37381              | 38,79         | 20992  | 58,86     | 14673  | 41,14     |
| Глоденський район       | 36                 | 44496              | 19340              | 43,46         | 6293   | 33,73     | 12366  | 66,27     |
| Дондушенський район     | 27                 | 30547              | 14488              | 47,43         | 3762   | 27,16     | 10090  | 72,84     |
| Дрокійський район       | 47                 | 65476              | 29452              | 44,98         | 9275   | 32,72     | 19073  | 67,28     |
| Дубесарський район      | 14                 | 28257              | 12356              | 43,73         | 4818   | 41,06     | 6917   | 58,94     |
| Єдинецький район        | 51                 | 60743              | 27151              | 44,70         | 7758   | 29,74     | 18325  | 70,26     |
| Кагульський район       | 63                 | 97938              | 39700              | 40,54         | 16830  | 43,81     | 21589  | 56,19     |
| Калараський район       | 46                 | 58502              | 23960              | 40,96         | 13860  | 60,46     | 9065   | 39,54     |
| Кантемірський район     | 47                 | 48201              | 17920              | 37,18         | 9129   | 53,38     | 7972   | 46,62     |
| Каушенський район       | 50                 | 69968              | 28916              | 41,33         | 13928  | 49,98     | 13940  | 50,02     |
| Кріуленський район      | 38                 | 57798              | 28413              | 49,16         | 16453  | 60,20     | 10879  | 39,80     |
| Леовський район         | 45                 | 41320              | 16480              | 39,88         | 7769   | 49,23     | 8013   | 50,77     |
| Ніспоренський район     | 43                 | 52573              | 20600              | 39,18         | 11889  | 60,08     | 7898   | 39,92     |
| Окницький район         | 35                 | 38111              | 17886              | 46,93         | 3627   | 21,06     | 13597  | 78,94     |
| Оргіївський район       | 83                 | 97331              | 44073              | 45,28         | 19760  | 46,49     | 22748  | 53,51     |
| Резинський район        | 41                 | 36867              | 16985              | 46,07         | 7888   | 48,84     | 8263   | 51,16     |
| Ришканський район       | 54                 | 50556              | 23134              | 45,76         | 6960   | 31,38     | 15220  | 68,62     |
| Синжерейський район     | 64                 | 67945              | 29231              | 43,02         | 11244  | 40,15     | 16759  | 59,85     |
| Сороцький район         | 74                 | 75154              | 34129              | 45,41         | 12415  | 38,06     | 20206  | 61,94     |
| Страшенський район      | 48                 | 75074              | 33485              | 44,60         | 20023  | 62,37     | 12082  | 37,63     |
| Тараклійський район     | 32                 | 33500              | 16175              | 48,28         | 1258   | 7,96      | 14541  | 92,04     |
| Теленештський район     | 44                 | 53427              | 23212              | 43,45         | 12693  | 57,26     | 9474   | 42,74     |
| Унгенський район        | 78                 | 87645              | 39036              | 44,54         | 16355  | 43,25     | 21464  | 56,75     |
| Фалештський район       | 66                 | 68089              | 31858              | 46,79         | 10239  | 33,49     | 20331  | 66,51     |
| Флорештський район      | 70                 | 67249              | 30350              | 45,13         | 10917  | 37,60     | 18118  | 62,40     |
| Чимішлійський район     | 46                 | 48091              | 18741              | 38,97         | 9033   | 49,91     | 9067   | 50,09     |
| Шолданештський район    | 33                 | 30907              | 14010              | 45,33         | 5661   | 42,49     | 7661   | 57,51     |
| Штефан-Водський район   | 32                 | 54777              | 23030              | 42,04         | 10567  | 47,81     | 11537  | 52,19     |
| Яловенський район       | 50                 | 85578              | 39935              | 46,67         | 26050  | 67,70     | 12430  | 32,30     |
| АТУ Гагаузія            | 68                 | 127128             | 59204              | 46,57         | 2985   | 5,16      | 54862  | 94,84     |
| АТУ лівобережжя Дністра | 30                 | 15860              | 15805              | 99,65         | 4816   | 31,02     | 10710  | 68,98     |
| Усього у Молдові        | 1988               | 2781757            | 1294505            | 46,54         | 568883 | 45,39     | 684488 | 54,61     |

| Країна                   | Країна                   | Кількість дільниць | Кількість виборців | Отримано бюлетеней | Явка виборців | Так    | Так       | Ні    | Ні        |
| Країна                   | Країна                   | Кількість дільниць | Кількість виборців | Отримано бюлетеней | Явка виборців | Осіб   | Відсотків | Осіб  | Відсотків |
| ------------------------ | ------------------------ | ------------------ | ------------------ | ------------------ | ------------- | ------ | --------- | ----- | --------- |
|                          | Австрія                  | 2                  | 1618               | 1618               | 100,00        | 1246   | 77,78     | 356   | 22,22     |
|                          | Бельгія                  | 4                  | 5333               | 5328               | 99,91         | 3991   | 76,00     | 1260  | 24,00     |
|                          | Болгарія                 | 1                  | 411                | 410                | 99,76         | 158    | 38,73     | 250   | 61,27     |
|                          | Греція                   | 2                  | 1975               | 1966               | 99,54         | 1374   | 70,64     | 571   | 29,36     |
|                          | Данія                    | 2                  | 1167               | 1167               | 100,00        | 1032   | 88,66     | 132   | 11,34     |
|                          | Естонія                  | 1                  | 169                | 168                | 99,41         | 129    | 78,18     | 36    | 21,82     |
|                          | Ірландія                 | 10                 | 9745               | 9688               | 99,42         | 7897   | 82,01     | 1732  | 17,99     |
|                          | Іспанія                  | 11                 | 8001               | 7968               | 99,59         | 6491   | 82,03     | 1422  | 17,97     |
|                          | Італія                   | 60                 | 68646              | 68527              | 99,83         | 51315  | 75,83     | 16357 | 24,17     |
|                          | Кіпр                     | 1                  | 555                | 555                | 100,00        | 398    | 72,23     | 153   | 27,77     |
|                          | Латвія                   | 1                  | 130                | 130                | 100,00        | 93     | 73,23     | 34    | 26,77     |
|                          | Литва                    | 1                  | 114                | 110                | 96,49         | 86     | 78,18     | 24    | 21,82     |
|                          | Нідерланди               | 2                  | 2421               | 2408               | 99,46         | 2145   | 89,375    | 255   | 10,625    |
|                          | Німеччина                | 26                 | 29876              | 29721              | 99,48         | 22281  | 75,63     | 7181  | 24,37     |
|                          | Польща                   | 1                  | 460                | 460                | 100,00        | 394    | 86,03     | 64    | 13,97     |
|                          | Португалія               | 6                  | 4975               | 4969               | 99,88         | 3567   | 72,66     | 1342  | 27,34     |
|                          | Румунія                  | 16                 | 24548              | 24478              | 99,71         | 22437  | 92,00     | 1950  | 8,00      |
|                          | Угорщина                 | 1                  | 208                | 208                | 100,00        | 175    | 84,13     | 33    | 15,87     |
|                          | Франція                  | 20                 | 22491              | 22462              | 99,87         | 16647  | 75,19     | 5494  | 24,81     |
|                          | Чехія                    | 2                  | 2048               | 2048               | 100,00        | 1516   | 75,05     | 504   | 24,95     |
|                          | Швеція                   | 2                  | 849                | 530                | 62,43         | 479    | 90,89     | 48    | 9,11      |
|                          | Азербайджан              | 1                  | 51                 | 49                 | 96,08         | 42     | 87,50     | 6     | 12,50     |
|                          | Білорусь                 | 1                  | 206                | 205                | 99,51         | 110    | 54,19     | 93    | 45,81     |
|                          | Велика Британія          | 17                 | 22525              | 22496              | 99,87         | 18948  | 84,79     | 3398  | 15,21     |
|                          | Ізраїль                  | 2                  | 2854               | 2854               | 100,00        | 1080   | 38,30     | 1740  | 61,70     |
|                          | Індія                    | 1                  | 10                 | 10                 | 100,00        | 10     | 100,00    | 0     | 0,00      |
|                          | Канада                   | 7                  | 5148               | 5064               | 98,37         | 4342   | 86,17     | 697   | 13,83     |
|                          | Катар                    | 1                  | 66                 | 64                 | 96,97         | 53     | 82,81     | 11    | 17,19     |
|                          | КНР                      | 1                  | 73                 | 73                 | 100,00        | 63     | 86,30     | 10    | 13,70     |
|                          | Норвегія                 | 1                  | 570                | 570                | 100,00        | 463    | 81,66     | 104   | 18,34     |
|                          | ОАЕ                      | 1                  | 274                | 274                | 100,00        | 238    | 87,18     | 35    | 12,82     |
|                          | Росія                    | 2                  | 7694               | 7694               | 100,00        | 700    | 9,23      | 6883  | 90,77     |
|                          | США                      | 17                 | 9458               | 9120               | 96,43         | 8178   | 90,08     | 901   | 9,92      |
|                          | Туреччина                | 2                  | 1511               | 1511               | 100,00        | 421    | 27,97     | 1 084 | 72,03     |
|                          | Україна                  | 2                  | 335                | 334                | 99,70         | 265    | 79,58     | 68    | 20,42     |
|                          | Швейцарія                | 2                  | 2473               | 2453               | 99,19         | 2011   | 82,35     | 431   | 17,65     |
|                          | Японія                   | 1                  | 69                 | 69                 | 100,00        | 61     | 88,41     | 8     | 11,59     |
| Усього за межами Молдови | Усього за межами Молдови | 231                | 239057             | 237759             | 99,46         | 180836 | 76,79     | 54667 | 23,21     |

## Інциденти

### Звинувачення у підкупі голосів
Президентка Мая Санду пояснила незначну перевагу в результатах референдуму російським втручанням і охарактеризувала його як «безпрецедентну атаку на демократію», додавши, що її уряд має докази того, що 300 000 голосів були куплені. Європейський Союз також заявив, що референдум відбувся за «безпрецедентного втручання та залякування з боку Росії та її союзників». Президентка Єврокомісії Урсула фон дер Ляєн схвально оцінила результати референдуму, сказавши, що «перед обличчям гібридної тактики Росії Молдова демонструє, що вона незалежна, сильна і хоче європейського майбутнього». Сполучені Штати також вважають що існувало російське втручання у референдум. Водночас Кремль висловив сумнів щодо незначної перемоги голосування «За» та заперечив усі звинувачення у втручанні.
Розслідування проведене молдавською газетою Ziarul de Gardă виявило існування злочинної організації на чолі з Іланом Шором, який отримав 15 мільйонів доларів від російського уряду, що було записано на приховану камеру. Ці кошти потім були розподілені приблизно серед 130 000 людей для підкупу виборців і поширення дезінформації проти Європейського Союзу. Росія заперечила усі звинувачення.
Журналіст BBC на виборчій дільниці в Придністров'ї знайшов докази купівлі голосів у розповіді про жінку, яка запитувала спостерігача за виборами, де вона може взяти гроші, обіцяні їй в обмін на її голос.